# Exocentrus seriatomaculatus
Exocentrus seriatomaculatus là một loài bọ cánh cứng trong họ Cerambycidae.